# Macrosphenus flavicans
Macrosphenus flavicans là một loài chim trong họ Macrosphenidae.